# 레이먼드 제임스
레이먼드 제임스 (Raymond James Financial)는 미국의 가장큰 글로벌 금융 서비스 업체 중 하나이고 글로벌투자은행업, 증권업, 투자경영 및 인수합병 등 각종 금융서비스를 제공하는 미국의 투자은행이자 증권회사이다. 세계 다양한 기업들, 정부, 지방자치정부, 개인들에게 인수합병, 증권인수, 자산운용에 관한 자문을 제공한다.
레이먼드 제임스그룹의 총 본사는 미국 플로리다 상트 페테르부르크 (Florida, St. Petersburg)에 있으며 유럽 총괄본사는 런던에 있다. 그 이외에도 독일, 캐나다, 영국, 벨기에, 폴란드, 스위스 등 유럽지역과 아시아, 북미지역등 총 14개의 해외지부 본사를 두고있다.

## 역사
레이몬드 제임스는 1962년 상트 페테르부르크 (St. Petersburg)에서 James Investments를 설립하였다. 1964년에는 에드워드 레이몬드 (Edward Raymond)가 1963년 세운 투자은행 (Raymond and Associate)과 합병하여 레이몬드 제임스 (Raymond James & Associate)를 설립하였다. 로버트 제임스의 아들인 Tom James는 1966년에 회사에 합류하면서 1970년부터는 회사 총경영을 이어받아 회사의 큰성장에 리더쉽을 보여주었다. 1969년에 상장을 계획했지만 미국 금융시장의 악화로 1983년까지 계획을 연기하였다.
Tom James는 2010년에 Paul Reilly에게 대표이사 (CEO) 직책을 맡기며 2016년 그는 명예 회장으로 남아있다.
1985년 처음으로 뉴욕증권시장 (New York Stock Exchange, NYSE)에 RJF로 상장을하면서 그 이다음해인 1986년에는 레이몬드 제임스 프랑스본사, 스위스본사등 유럽 전역에 본사들이 들어서기 시작하였다.
2012년에 레이몬드 제임스는 아일랜드 은행의 캐나다 자산을 구입을 시작으로 2012년 4월 Morgan Keengan & Company를 인수합병하면서 미국에서 가장큰 자산운용사 및 투자은행중 하나로 되었다.
2016년 9월에는 도이치은행 (Deutsche Bank)의 자산운용 (Wealth Management) 계열인 Alex Brown & Sons를 인수합병하였다.
2018년 9월 30일 회계 연도 기준으로 레이몬드 제임스는 123개 연속 분기로 최대수익을 달성했다. 2016년 6월을 시작으로 현재까지 포춘지 선정 세계 500대 기업 (Fortune 500 list of companies)으로 세계적인 자산운용사 및 투자은행으로 발돋움하였다.
2019년 10월 레이몬드 제임스는 미국 캐나다 및 해외 17개국에 8,000명 이상의 재정 고문을 두고있으며 총 관리중인 금융시장의 자산은 약 9000억 달러 (USD) (약 1000조 원)를 운용중이다.

주요 운용라인은 연금, 자본시장 (capital market), 채권시장, 그리고 자산운용그룹을 가지고있고 약 1만 8000명의 투자은행가들이 미국의 북미 총본사 그리고 유럽의 런던 총본사에서 근무중이다.

## 같이 보기
Raymond James Stadium, a multi-purpose stadium in Tampa, Florida